# クラトス
クラトス (古希: Κράτος, Kratos) は、ギリシア神話において強さや力が神格化された神。ステュクスとティーターンのパラースの子供で、ニーケー（勝利）、ビアー（暴力）、ゼーロス（鼓舞）を兄弟に持つ。ラテン語では"Cratus"と表記され、英語読みにならいクレイトス (Cratos) と読むこともある。
ゼウスの命令でビアーと協力してプロメーテウスを捕らえて山頂に磔にした。
コンピュータゲーム「ゴッド・オブ・ウォー」の主人公クレイトスはこの神をヒントにしている。